# Південний Тибет

Тибетський автономний район у складі КНР. Спірні території зафарбовані світло-зеленим кольором

Південний Тибет (кит. спр. 藏南, піньїнь: Zàngnán) — регіон, приналежність якого оскаржують один у одного Індія і КНР. Населення цих земель має культурні, лінгвістичні та етнічні зв'язки з Тибетом.

## Історія суперечки
Північно-східна межа Британської Індії була визначена угодами другої половини XIX століття і початку XX століття; «зовнішня лінія» Британської Індії проходила приблизно по південному кордону сучасного індійського штату Аруначал-Прадеш. Однак Синьхайська революція в Китаї в 1911 році змінила баланс сил в регіоні, і Велика Британія вирішила скористатися ситуацією у власних інтересах.
У 1912 році на північний схід від «зовнішньої лінії» була відправлена військова експедиція, а для управління цими територіями було утворено Агентство Північно-Східного кордону, яке в 1912—1913 роках уклало угоди з вождями племен, які керують основною частиною цієї території, і змістило «зовнішню лінію» на північ. У 1913 році Велика Британія зібрала конференцію в Шімлі (Симлі) для обговорення питань, пов'язаних з Тибетом. На цій конференції представник Британської Індії Артур Генрі Мак-Магон висунув свої пропозиції щодо розділу Тибету на «зовнішню» (підконтрольну Китаю) і «внутрішню» (автономну) області, й по проведенню нового кордону між Тибетом і Британською Індією. Представник Китаю відмовився підписувати конвенцію, й, таким чином, угоду про кордон було укладено лише між Британською Індією і Тибетом (який на той час проголосив свою незалежність від Пекіна). Потребуючи міжнародної підтримки, новостворений уряд Тибету погодився на те, щоб кордоном стала «Лінія Макмагона», що пройшла на північ від колишнього кордону. Перебуваючи у стані громадянської війни, Китай не мав можливості ні відновити свою владу в Лхасі, ні — тим більше — військовим шляхом відстояти свої права на відмежовану від Тибету територію.
Конфлікт через Південний Тибет повторно розгорівся після того, як в 1950 році китайська армія увійшла до Тибету. У 1950 році Індія офіційно заявила Китайській Народній Республіці, що вважає лінію Макмагона діючим кордоном. Китай вважав Симлську конвенцію нерівним договором, в односторонньому порядку нав'язаним Великою Британією. У 1960 році Чжоу Еньлай неофіційно запропонував відмовитися від претензій на Південний Тибет, якщо Індія, своєю чергою, відмовиться від претензій на Аксай-Чин. Відмова Індії від китайських пропозицій призвела в 1962 році до прикордонної китайсько-індійської війни, яка, однак, закінчилася внічию.
21 січня 1972 року Індія перетворила Агентство Північно-Східного кордону в союзну територію Аруначал-Прадеш. У 1986 році союзна територія була перетворена в штат, що викликало протести з боку КНР. У 1987 році тут стався прикордонний конфлікт, проте сторони домовилися про «заморожування» ситуації.

## Географія регіону
Індія вважає спірну територію штатом Аруначал-Прадеш. З китайської точки зору, спірна територія є частиною повітів Медог і Цзаю міського округу Ньїнгчі, а також повітів Цона і Лхюнцзе міського округу Шаньнань Тибетського автономного району.